# Quintus Bouwhuis
Quintus Bouwhuis, bekend als simpelweg Q Bouwhuis, is een personage uit de Nederlandse soapserie Goede tijden, slechte tijden. Quintus wordt gespeeld door acteur Giovanni Kemper (tot 26 november 2018 door Max Willems) en debuteerde in aflevering 5671 op 6 november 2017. Het personage Quintus staat voornamelijk bekend om zijn beperkingen in het sociale contact en zijn diepgaande interesse in bepaalde onderwerpen. Willems heeft ontkend dat het personage zou lijden aan het syndroom van Asperger.

## Achtergrond
Acteur Buddy Vedder maakte in 2017 bekend dat hij niet langer de rol van Rover Dekker wilde vertolken, omdat hij zijn werk bij GTST niet langer kon combineren met andere werkzaamheden. Het personage Rover had deel uitgemaakt van het samengestelde gezin Bouwhuis-Dekker. Dit gezin was ontstaan door het huwelijk van Anton Bouwhuis met Linda Dekker in januari 2017. De zoon van Anton, Sjoerd Bouwhuis, was tevens volwassen geworden en bracht zelden nog tijd door met zijn vader. De schrijvers wilden het gezin Bouwhuis-Dekker een nieuwe stimulans geven. Het personage Quintus werd geïntroduceerd om de familie Bouwhuis-Dekker weer meer te betrekken in de verhaallijnen van de serie.
Met het vertrek van Vedder waren actrices Britt Scholte en Stijn Fransen overgebleven als de enige jonge personages in de serie. Tegenover deze twee vrouwen moest een nieuw mannelijk personage komen te staan. Dit personage werd gevonden in de rol van Q.

## Levensverhaal

### Structuur
Quintus begon in Meerdijk aan zijn nieuwe studie Biomedische wetenschappen. Zijn ouders wonen ver weg van de universiteit en hij moest op kamers. Quintus bracht enkele weken door in een studentenhuis, maar kon niet gewend raken aan het gebrek aan structuur en orde in het studentenhuis. In de supermarkt waar hij werkte, kwam Quintus in contact met zijn oudoom Anton. Quintus wist zichzelf uit te nodigen bij Anton en zijn gezin. Op een gegeven moment stond Quintus met al zijn spullen voor de deur. Quintus beweerde dat er lekkage was in zijn studentenhuis. Anton en Linda besloten toe te staan dat Quintus tijdelijk bij hun ging wonen. Tijdens het verblijf leerde Anton en Linda Quintus kennen en kwamen ze erachter dat er hele andere redenen waren waarom Quintus niet meer in het studentenhuis wilde wonen. Om Quintus te helpen, besloten Anton en Linda er verder niet op terug te komen en toe te staan dat Quintus bij hen introk.

### Relaties
Quintus woonde bij zijn achterneef Anton (die hij echter oudoom noemt) onder één dak met Sam Dekker. Sam was zich ervan bewust dat Quintus sociaal onhandig was. Ze bood Quintus aan om hem daarin te begeleiden. Quintus interpreteerde dit gebaar verkeerd en dacht dat Sam gevoelens voor hem had. Op een gegeven moment kuste Quintus Sam. Sam was zich nergens van bewust en eiste van haar moeder dat zij Quintus uit huis zou zetten. Quintus bood zijn excuses aan en hij mocht blijven. Uiteindelijk ging Sam naar Schotland voor haar foto-academie. Ondertussen werd Quintus verliefd op Kimberly, wat uiteindelijk ook niks geworden is. Toen Lana op de vlucht was voor Loes, is Quintus met haar mee gegaan. Ze waren enkele weken op elkaar aangewezen en sliepen in een tent. Ze groeiden zo naar elkaar toe dat ze een relatie kregen, die ook stand hield toen ze terug in Meerdijk waren. Sjors is minder blij met deze relatie. Ze besluiten hun relatie zogenaamd te beëindigen en stiekem met elkaar af te spreken.
- Sam Dekker (zoen, 2017–2018)
- Lana Langeveld (relatie, 2018-2019)